# Ivington Camp
Ivington Camp är ett slott i Storbritannien.   Det ligger i grevskapet Herefordshire och riksdelen England, i den södra delen av landet, 190 km väster om huvudstaden London. Ivington Camp ligger 165 meter över havet.
Terrängen runt Ivington Camp är huvudsakligen platt, men åt sydväst är den kuperad. Ivington Camp ligger uppe på en höjd. Runt Ivington Camp är det ganska tätbefolkat, med 93 invånare per kvadratkilometer. Närmaste större samhälle är Hereford, 14,9 km söder om Ivington Camp. Trakten runt Ivington Camp består till största delen av jordbruksmark.